# Pharmazeutische Analytik
Die pharmazeutische Analytik ist ein Teilgebiet der pharmazeutischen Chemie und befasst sich mit der Untersuchung (Analyse) von Arzneimitteln und Arzneistoffen. Über rein chemische Analysenmethoden hinaus beinhaltet sie auch physikalisch-chemische und biochemische Verfahren.
Angewendet werden pharmazeutische Analysenmethoden zur Identitäts- und Reinheitsprüfung von Ausgangsstoffen für die Arzneimittelherstellung (Arzneistoffe, Hilfsstoffe, Primärpackmittel), zur Strukturuntersuchung von pharmazeutisch verwendeten Stoffen sowie zur Prüfung von Arzneimitteln auf Wirkstoffgehalt und Verunreinigungen (z. B. Abbauprodukte, Reaktionsprodukte, Rückstände aus dem Herstellungsprozess). Bedeutsam ist die pharmazeutische Analytik im Rahmen der pharmazeutischen Entwicklung, der Qualitätskontrolle von Ausgangsstoffen, Halbfertigware und der fertigen Arzneimittel und Medizinprodukte, sowie für die Stabilitätsprüfung von Arzneimitteln. Das Spektrum der Methoden reicht von solchen mit geringem apparativem Aufwand (etwa für das Apothekenlabor) bis hin zu aufwendigen Apparatemethoden. Die meisten Methoden der pharmazeutischen Analytik sind in Arzneibüchern beschrieben.
Eine besondere Rolle speziell in der pharmazeutischen Analytik spielt die durch Richtlinien geregelte Methodenvalidierung, da die Zulassung von Fertigarzneimitteln validierte Analysenmethoden voraussetzt.
Pharmazeutische Analytik ist ein Unterrichtsfach im Pharmaziestudium, die „Grundlagen der pharmazeutischen Analytik“ sind Prüfungsgegenstand im ersten Abschnitt der Pharmazeutischen Prüfung.
Pharmazeutische Analytik ist ferner ein Spezialisierungsgebiet im Rahmen der fachlichen Weiterbildung der Apotheker („Fachapotheker für Pharmazeutische Analytik“).